# Дачный (Пензенская область)
Дачный — посёлок в Мокшанском районе Пензенской области России. Входит в состав Плесского сельсовета.

## География
Находится в северной части Пензенской области на расстоянии приблизительно 16 км на северо-запад от районного центра поселка Мокшан на правом берегу реки Мокша.

## История
Основан между 1912 и 1926 годами. В 1930 году — поселок Дачный (Лесной) Скачковского сельсовета, в 1939 году — поселок Дашин Михайловского сельсовета Мокшанского района. В 1955 году — колхоз «Заветы Ильича». В 2004 году- 26 хозяйств.

## Население
Численность населения: 125 человек (1926 год), 140 (1930), 102 (1959), 82 (1979), 68 (1989), 73 (1996). Население составляло 63 человека (русские 92 %) в 2002 году, 51 в 2010.